# Gimnastyka na Letnich Igrzyskach Olimpijskich 1932 – maczugi mężczyzn
Ćwiczenia z maczugami były jedną z konkurencji gimnastycznych rozgrywanych podczas Letnich Igrzysk Olimpijskich 1932. Zawody zostały rozegrane w dniu 9 sierpnia 1932 r. W zawodach wystartowało czterech zawodników z dwóch krajów.

## Format zawodów
Zawody polegały na wykonywaniu ćwiczeń z dwoma maczugami w okresie 4 minut.

## Wyniki
| Pozycja | Zawodnik               | Reprezentacja     | Punkty |
| ------- | ---------------------- | ----------------- | ------ |
| 1.      | George Roth            | Stany Zjednoczone | 26,9   |
| 2.      | Phil Erenberg          | Stany Zjednoczone | 26,7   |
| 3.      | Bill Kuhlemeier        | Stany Zjednoczone | 25,9   |
| 4.      | Francisco José Álvarez | Meksyk            | 25,4   |